# Драфт НХЛ 2004
Драфт новачків НХЛ 2004 року відбувався в місті Ралі, що в штаті Північна Кароліна, 26 та 27 червня.
Всього було проведено 9 раундів драфту, в котрих команди НХЛ закріпили свої права на спортивну діяльність 291 молодого хокеїста.
Як і передбачалося, загальним першим номером став Олександр Овечкін, котрий лідирував у всіх скаутських рейтингах весь сезон, що передував драфту.

## Вибір за раундом
Нижче поданий список гравців, обраних на Драфті НХЛ 1982 року.
|  | = Всі зірки НХЛ |  |  | = Члени Зали слави |

### Перший раунд
| Вибір # | Гравець                | Громадянство | Команда НХЛ          | Попередня команда                    |
| ------- | ---------------------- | ------------ | -------------------- | ------------------------------------ |
| 1       | Олександр Овечкін (Л)  | Росія        | Вашингтон Кепіталс   | Динамо (Москва) (Суперліга)          |
| 2       | Євген Малкін (Ц)       | Росія        | Піттсбург Пінгвінс   | Металург (Магнітогорськ) (Суперліга) |
| 3       | Кем Баркер (З)         | Канада       | Чикаго Блекгокс      | Медісін Хет Тайгерс (ЗХЛ)            |
| 4       | Ендрю Ледд (Л)         | Канада       | Кароліна Гаррікейнс  | Калгарі Хітмен (ЗХЛ)                 |
| 5       | Блейк Вілер (П)        | США          | Фінікс Койотс        | Університет Міннесоти (NCAA)         |
| 6       | Ел Монтойя (Г)         | США          | Нью-Йорк Рейнджерс   | Університет Мічигану (NCAA)          |
| 7       | Ростіслав Олеж (З)     | Чехія        | Флорида Пантерс      | ХК Вітковіце (Чеська екстраліга)     |
| 8       | Александр Пікар (Л)    | Канада       | Колумбус Блю-Джекетс | Левістон Меіньєкс (QMJHL)            |
| 9       | Ладіслав Шмід (З)      | Чехія        | Анагайм Дакс         | ХК Ліберец (Чеська екстраліга)       |
| 10      | Борис Валабик (З)      | Словаччина   | Атланта Трешерс      | Кітченер Рейнджерс (ОХЛ)             |
| 11      | Лаурі Туконен (П)      | Фінляндія    | Лос-Анджелес Кінгс   | Еспо Блюз (СМ-Ліга)                  |
| 12      | Ей Джей Тілен (З)      | США          | Міннесота Вайлд      | Університет штату Мічиган (NCAA)     |
| 13      | Дрю Стаффорд (П)       | США          | Баффало Сейбрс       | Університет Північної Дакоти (NCAA)  |
| 14      | Деван Дубник (Г)       | Канада       | Едмонтон Ойлерс      | Камлупс Блейзерс (ЗХЛ)               |
| 15      | Олександр Радулов (П)  | Росія        | Нешвілл Предаторс    | ХК Твер (Росія)                      |
| 16      | Петтері Нокелайнен (Ц) | Фінляндія    | Нью-Йорк Айлендерс   | СайПа (СМ-Ліга)                      |
| 17      | Марек Шварц (Г)        | Чехія        | Сент-Луїс Блюз       | Спарта (Прага) (Чеська екстраліга)   |
| 18      | Кайл Чіпчура (Ц)       | Канада       | Монреаль Канадієнс   | Принс-Альберт Рейдерс (ЗХЛ)          |
| 19      | Лаурі Корпікоскі (Ц)   | Фінляндія    | Нью-Йорк Рейнджерс   | ТПС (Finland-Jrs)                    |
| 20      | Тревіс Зейджек (Ц)     | Канада       | Нью-Джерсі Девілс    | Селмон Арм Сілвербекс (BCHL)         |
| 21      | Войтех Вольський (Л)   | Канада       | Колорадо Аваланч     | Брамптон Батальйон (ОХЛ)             |
| 22      | Лукаш Кашпар (П)       | Чехія        | Сан-Хосе Шаркс       | ХК Літвінов (Чеська екстраліга)      |
| 23      | Андрей Месарош (З)     | Словаччина   | Оттава Сенаторс      | Ванкувер Джайнтс (ЗХЛ)               |
| 24      | Кріс Чуко (Л)          | Канада       | Калгарі Флеймс       | Селмон Арм Сілвербекс (BCHL)         |
| 25      | Роб Шремп (Ц)          | США          | Едмонтон Ойлерс      | Лондон Найтс (ОХЛ)                   |
| 26      | Корі Шнайдер (Г)       | США          | Ванкувер Канакс      | Phillips Academy (USHS)              |
| 27      | Джеф Шульц (З)         | Канада       | Вашингтон Кепіталс   | Калгарі Хітмен (ЗХЛ)                 |
| 28      | Марк Фістріч (З)       | Канада       | Даллас Старс         | Ванкувер Джаєнтс (ЗХЛ)               |
| 29      | Майк Грін (З)          | Канада       | Вашингтон Кепіталс   | Саскатун Блейдс (ЗХЛ)                |
| 30      | Енді Роджерс (З)       | Канада       | Тампа-Бей Лайтнінг   | Калгарі Хітмен (ЗХЛ)                 |

### Другий раунд
| Вибір # | Гравець                      | Громадянство | Команда НХЛ          | Попередня команда                   |
| ------- | ---------------------------- | ------------ | -------------------- | ----------------------------------- |
| 31.     | Йоганнес Сальмонссон (Л)     | Швеція       | Піттсбург Пінгвінс   | Юргорден Стокгольм (Елітсерія)      |
| 32.     | Dave Bolland (Ц)             | Канада       | Чикаго Блекгокс‎      | Лондон Найтс (ОХЛ)                  |
| 33.     | Chris Bourque (Centre)       | США          | Вашингтон Кепіталс‎   | Cushing Academy (US High School)    |
| 34.     | Юхан Франссон (З)            | Швеція       | Даллас Старс‎         | Лулео                               |
| 35.     | Logan Stephenson (Defence)   | Канада       | Фінікс Койотс‎        | Tri-City Americans (WHL)            |
| 36.     | Darin Olver (Centre)         | Канада       | Нью-Йорк Рейнджерс‎   | Northern Michigan University (НКАА) |
| 37.     | David Shantz                 | Канада       | Флорида Пантерс      | Mississauga Ice Dogs (OHL)          |
| 38.     | Justin Peters (Goaltender)   | Канада       | Кароліна Гаррікейнс‎  | Toronto St. Michael's Majors (OHL)  |
| 39.     | Jordan Smith (З)             | Канада       | Анагайм Дакс‎         | Sault Ste. Marie Greyhounds (OHL)   |
| 40.     | Grant Lewis (Defence)        | США          | Атланта Трешерс      | Дартмутський коледж (НКАА)          |
| 41.     | Браєн Бікелл (ЛН)            | Канада       | Чикаго Блекгокс‎      | Оттава Сіксті-Севенс (ОХЛ)          |
| 42.     | Роман Волошенко              | Білорусь     | Міннесота Вайлд      | Крила Рад Москва                    |
| 43.     | Michael Funk (Defence)       | Канада       | Баффало Сейбрс‎       | Portland Winter Hawks (ЗХЛ)         |
| 44.     | Роман Теслюк (З)             | Росія        | Едмонтон Ойлерс‎      | Kamloops Blazers (ЗХЛ)              |
| 45.     | Раєн Гарлок (Centre)         | Канада       | Чикаго Блекгокс‎      | Windsor Spitfires (ОХЛ)             |
| 46.     | Адам Піно (П)                | США          | Колумбус Блю-Джекетс‎ | Бостонський коледж (НКАА)           |
| 47.     | Блейк Комо (правий нападник) | Канада       | Нью-Йорк Айлендерс   | Келона Рокетс (ЗХЛ)                 |
| 48.     | Dane Byers (Left Wing)       | Канада       | Нью-Йорк Рейнджерс   | Prince Albert Raiders (ЗХЛ)         |
| 49.     | Карл Седерберг (Ц)           | Швеція       | Сент-Луїс Блюз       | Мальме                              |
| 50.     | Enver Lisin (Right Wing)     | Росія        | Фінікс Койотс        | Кристал (Саратов)                   |
| 51.     | Bruce Graham (Ц)             | Канада       | Нью-Йорк Рейнджерс   | Moncton Wildcats (QMJHL)            |
| 52.     | Raymond Sawada (Right Wing)  | Канада       | Dallas Stars         | Nanaimo Clippers (BCHL)             |
| 53.     | Девід Бут (ЛН)               | США          | Флорида Пантерс      | Університет штату Мічиган (НКАА)    |
| 54.     | Якуб Шиндел                  | Чехія        | Тампа-Бей Лайтнінг   | Спарта (Прага)                      |
| 55.     | Victor Oreskovich            | Канада       | Колорадо Аваланш‎     | Green Bay Gamblers (ХЛСШ)           |
| 56.     | Ніклас Гроссман (П)          | Швеція       | Даллас Старс‎         | ХК Седертельє (Швеція)              |
| 57.     | Geoff Paukovich (Л)          | США          | Едмонтон Ойлерс‎      | США-18                              |
| 58.     | Кирило Лямін (Захисник)      | Росія        | Оттава Сенаторс      | ЦСКА Москва                         |
| 59.     | Kyle Wharton (Left Wing)     | Канада       | Колумбус Блю-Джекетс‎ | Ottawa 67's (ОХЛ)                   |
| 60.     | Брендон Дубінський (Центр)   | США          | New York Rangers     | Portland Winter Hawks (ЗХЛ)         |
| 61.     | Алекс Голігоскі (З)          | США          | Піттсбург Пінгвінс   | Sioux Falls Stampede (ХЛСШ)         |
| 62.     | Михайло Юньков (Ц)           | Росія        | Вашингтон Кепіталс   | Крила Рад Москва                    |
| 63.     | Давід Крейчі (Ц)             | Чехія        | Бостон Брюїнс        | Кладно                              |
| 64.     | Мартіньш Карсумс (Л)         | Латвія       | Бостон Брюїнс        | Монктон Вайлдкетс (QMJHL)           |
| 65.     | Марк Тобін (Л)               | Канада       | Тампа-Бей Лайтнінг   | Rimouski Océanic (QMJHL)            |

### Третій раунд
| Вибір # | Гравець                 | Громадянство | Команда НХЛ          | Попередня команда                   |
| ------- | ----------------------- | ------------ | -------------------- | ----------------------------------- |
| 67.     | Нік Джонсон             | Швеція       | «Піттсбург Пінгвінс» |                                     |
| 72.     | Денис Паршин (ЛН)       | Росія        | «Колорадо Аваланч»   | ЦСКА (Москва)                       |
| 75.     | Тім Брент               | Канада       | «Анагайм Дакс»       | «Торонто Сейнт Майклс Майорс» (ОХЛ) |
| 82.     | Сергій Огородніков (ЦН) | Росія        | «Нью-Йорк Айлендерс» | ХК МВД/ТХК Твер (Росія)             |
| 94.     | Томас Грайсс (В)        | Німеччина    | «Сан-Хосе Шаркс»     | «Кельнер Гайє» (ДХЛ)                |
| 91.     | Александр Едлер (ЗХ)    | Швеція       | «Ванкувер Канакс»    | «Ємтланд» (Швеція)                  |
| 97.     | Юхан Франзен (ЛН)       | Швеція       | «Детройт Ред-Вінгс»  | «Лінчепінг» (Елітсерія)             |
| 98.     | Дастін Бойд             | Канада       | «Калгарі Флеймс»     | «Муз-Джо Ворріорс» (ЗХЛ)            |

### Четвертий раунд
| Вибір # | Гравець      | Громадянство | Команда НХЛ      | Попередня команда               |
| ------- | ------------ | ------------ | ---------------- | ------------------------------- |
| 116.    | Міхал Бірнер | Чехія        | «Сент-Луїс Блюз» | «Славія» (Прага) (ЧЕ)           |
| 119.    | Кевін Портер | США          | «Фінікс Койотс»  | Мічиганський університет (ЦСХА) |

### П'ятий раунд
| Вибір # | Гравець      | Громадянство | Команда НХЛ          | Попередня команда          |
| ------- | ------------ | ------------ | -------------------- | -------------------------- |
| 130.    | Міхал Серсен | Словаччина   | «Піттсбург Пінгвінс» | «Слован» (Братислава) (СЕ) |

### Шостий раунд
| Вибір # | Гравець         | Громадянство | Команда НХЛ        | Попередня команда |
| ------- | --------------- | ------------ | ------------------ | ----------------- |
| 180.    | Роман Полак (З) | Чехія        | Сент-Луїс Блюз     | Вітковіце (ЧЕ)    |
| 191.    | Каррі Рамо (З)  | Фінляндія    | Тампа-Бей Лайтнінг | Пеліканс (СМ-Л)   |

### Сьомий раунд
| Вибір # | Гравець         | Громадянство | Команда НХЛ   | Попередня команда               |
| ------- | --------------- | ------------ | ------------- | ------------------------------- |
| 224.    | Метт Ганвік (З) | США          | Бостон Брюїнс | Мічиганський університет (НКАА) |

### Дев'ятий раунд
| Вибір # | Гравець            | Громадянство | Команда НХЛ        | Попередня команда               |
| ------- | ------------------ | ------------ | ------------------ | ------------------------------- |
| 262.    | Марк Штрайт (З)    | Швейцарія    | Монреаль Канадієнс | ЦСК Лайонс (Національна ліга А) |
| 265.    | Денієл Винник (ЛН) | Канада       | Фінікс Койотс      | Нью-Гемпшир Вайлдкетс (НКАА)    |

## Деякі гравці, що були обрані в наступних раундах
- Михайло Грабовський (Ц) — 5 раунд, загальний № 150, Монреаль Канадієнс
- Кріс Кемполі (З) — 7 раунд, загальний № 227, Нью-Йорк Айлендерс